# 伦达湾 (阿穆尔湾)
伦达湾（俄语：Бухта Рында）是阿穆尔湾的海湾，属滨海边疆区符拉迪沃斯托克城区，岸长4.7公里，深达13米。海湾的海岸高耸陡峭，覆盖着森林和灌木，在海湾的顶部有一个沙滩和卵石海滩。